# Juan Fajardo de Tenza
Juan Fajardo de Tenza o Fajardo de Guevara (Murcia, ¿?-La Coruña, 4 de julio de 1631), fue un noble y militar español, I marqués de Espinardo, gobernador y capitán general de Galicia.

## Biografía
Nacido en Murcia, era hijo del almirante Luis Fajardo y Muñoz de Avendaño y de su esposa Luisa de Entenza o Tenza, señora de las villas de Espinardo, Ontur, Albatana y Mojón Blanco, y nieto paterno de Luis Fajardo y de la Cueva, II marqués de los Vélez, grande de España de primera clase y I marqués de Molina, y de Ana Muñoz de Avendaño, perteneciendo así a la Casa de los Vélez. Fue además, señor de las villas de Ontur, Albatana y Mojón Blanco, IV señor de Espinardo con la muerte de su hermano primogénito Alonso Fajardo de Tenza sin descendencia en julio de 1624. Para recompensar sus servicios, el rey Felipe IV, le concedió el vizcondado previo de Monteagudo el 24 de octubre de 1626 y luego el marquesado de Espinardo por Real Despacho de 7 de agosto de 1627 por el mismo rey Felipe IV.

### Carrera militar
En su carrera política y militar, fue caballero y comendador de Montanchuelos en la Orden de Calatrava, capitán general de la Armada de la guarda del Estrecho de Gibraltar y gobernador del Estrecho de Gibraltar y de Gibraltar, almirante general de Mar Océano, ministro del Consejo Supremo de Guerra de Felipe IV de España y XII gobernador y capitán general del reino y ejército de Galicia de 11 de septiembre de 1626 hasta su muerte.
En 1609 participó junto a su padre Luis Fajardo Chacón en la toma de Túnez y en 1614 en la toma de La Mamora.

## Matrimonio y descendencia
Se casó en Morata el 18 de julio de 1613 con su prima hermana Leonor María Fajardo de Guevara, señora de la villa, hacienda y mayorazgo de la Vega de Morata, de la villa de Ceutí y del castillo, villa, casa y mayorazgo de Monteagudo, que después de enviudar entró en las Descalzas Reales de Madrid. Era hija de Diego Fajardo y de Córdoba que participó junto a su padre en la Guerra de las Alpujarras, caballero de la Orden de Santiago y de la Orden de Calatrava y señor consorte de los señoríos de su esposa, Juana de Guevara Rocafull Velasco y Otazu, señora de las referidas villas, y nieta paterna de Luis Fajardo de la Cueva, II marqués de los Vélez y I marqués de Molina, y de su esposa Leonor Fernández de Córdoba y Zúñiga, de quién tuvo, por lo menos, un hijo y dos hijas: 
- Diego Ambrosio Fajardo de Guevara y Córdoba,[5] Diego Fajardo y Fajardo o Diego Ambrosio Fajardo Fajardo, II marqués de Espinardo, menino de la reina en 1648,[3] señor de las villas de Ontur, Albatana y Mojón Blanco, de la villa, hacienda y mayorazgo de la Vega de Morata, de la villa de Ceutí y del castillo, villa, casa y mayorazgo de Monteagudo, casado con Isabel María Chacón y Ayala, después de viuda monja en las Descalzas Reales de Madrid, hija de Juan Chacón y Ponce de León, IV señor de Polvoranca, y de su mujer Catalina de Ayala y Osorio, que después de viuda fue monja de la Orden de Santiago en el Monasterio de Santa Cruz de Valladolid, sin descendencia
- Luisa Antonia Fajardo de Guevara y Córdoba, III marquesa de Espinardo, señora de las villas de Ontur, Albatana y Mojón Blanco, de la villa, hacienda y mayorazgo de la Vega de Morata, de la villa de Ceutí y del castillo, villa, casa y mayorazgo de Monteagudo, casada con Luis Felipe Ladrón de Guevara y Zúñiga, señor del mayorazgo de las villas de Castroserna y Fuentealmejír y mayorazgo de Madrid, de quién fue segunda mujer, con descendencia
- Juana Antonia Fajardo de Guevara (Cádiz-Madrid, 24 de octubre de 1647, sepultada en San Jerónimo el Real), heredera del marquesado y de los señoríos de su casa por sucesión a su sobrino-nieto el V marqués, casada en Madrid, San Martín, el 19 de octubre de 1642 con Alonso Ortiz de Zúñiga y Leyva, con descendencia.